# Национално знаме на Узбекистан
Националното знаме на Узбекистан е прието като държавен символ на 18 ноември 1991 година. Има правоъгълна форма, съставена от три ивици – небесносиня, бяла и зелена. В горния ляв ъгъл има изобразен млад полумесец и 12 звезди.
Небесносиният цвят е традиционния символ на мира и символизират чистота и стремеж към висока нравственост. Белият цвят е символ на мира. Зеленият – на обновлението на природата. Червените линии символизират жизнената сила на живия организъм. Младият полумесец е символ на възвърнатата независимост на страната, а дванадесетте звезди символизират древния слънчев календар и култура на узбекския народ.

## Знаме през годините
- (1952 – 1991)